# Jason Palmer
Jason Palmer (1984) is een Engelse  golfprofessional. 
Palmer had handicap +3 toen hij in 2009 professional werd. Hij begon met toernooien op de Alps Tour en speelde vanaf 2011 op de Europese Challenge Tour met als resultaat een overwinning in 2014 in Foshan in China.

## Gewonnen
- 2006: Italiaans amateurkampioenschap golf
- 2008: Midlands Open
- 2009: South of England Open Amateur op Walton Heath Golf Club

Alps Tour
- 2010: UNIQA Financelife Open presented by KURIER

Challenge Tour
- 2014 Foshan Open